# Astros (programa de televisão)
Astros foi um programa de televisão brasileiro transmitido pelo SBT entre 30 de abril de 2008 e 12 de agosto de 2013 em duas temporadas. Foi apresentado por Beto Marden e Lígia Mendes na primeira temporada e André Vasco na segunda, tendo como jurados Arnaldo Saccomani, Thomas Roth, Cyz e Miranda, além de Kelly Key durante o período em que Cyz esteve em licença-maternidade na primeira temporada. Já na segunda temporada o programa passou a ter um quarto jurado diferente a cada semana.

## O programa
Na competição, os candidatos tinham que conquistar o "sim" da bancada para seguir para seguir para a semi-final e assim por diante até receber o voto do público na final e concorrer ao prêmio de R$ 50 mil.

## História
Com a aquisição dos direitos do Ídolos pela Rede Record, o SBT decidiu lançar um novo programa de calouros nos mesmos moldes. Em 9 de abril de 2008 estreou o Novos Ídolos. A Fremantle, dona da marca Ídolos, recorreu judicialmente para proibir o SBT de utilizar o nome quase igual. Com isso o SBT teve que alterar o nome do programa, deixando a cargo do público escolher entre cinco títulos: SBT Music, SBT Show, Novos Talentos, Show de Talentos e Astros – que foi o escolhido.
Longe de alcançar os mesmos índices de audiência do Ídolos, a atração saiu do ar em 29 de Julho de 2009 para dar lugar a um novo programa do gênero, o Qual É o Seu Talento?, com os mesmos jurados do Astros. Dois anos depois, no entanto, o Qual é o Seu Talento? também foi obrigado à sair do ar após processo de plágio do Britain's Got Talent e o SBT decidiu reativar o Astros para uma segunda temporada em 2012. A segunda temporada trouxe como diferencial um novo formato em relação à primeira. Em 2013 a emissora decidiu cancelar o programa e não realizar mais temporadas devido aos baixos índices de audiência

## Equipe

### Apresentadores
- Lígia Mendes (2008-2009)
- Beto Marden (2008-2009)
- André Vasco (2012)

### Jurados
- Arnaldo Saccomani
- Miranda
- Cyz
- Thomas Roth
- Kelly Key (durante a licença-maternidade de Cyz na 1ª temporada)

### Jurados especiais
Durante a segunda temporada, o Astros contou com um quarto jurado diferente a cada semana, sendo eles:
- Gaby Amarantos[6] (12 de março de 2012)
- Diogo Nogueira[7] (16 de abril de 2012)
- Val Marchiori[8] (30 de abril de 2012)
- Monique Evans[9] (14 de maio de 2012)
- Roy Rosselló[10] (21 de maio de 2012)
- Mr. Catra[11] (28 de maio de 2012)
- Sidney Magal[12] (4 de junho de 2012)
- Reginaldo Rossi[13] (25 de junho de 2012)
- Noemi Gerbelli[14] (2 de julho de 2012)
- Karina Bacchi[15] (16 de julho de 2012)
- Marcio Ballas[16] (6 de agosto de 2012)
- Zé do Caixão[17] (13 de agosto de 2012)
- João Kléber[18] (20 de agosto de 2012)
- Narcisa Tamborindeguy[19] (27 de agosto de 2012)
- Dr. Rey[20] (10 de setembro de 2012)
- Milene Domingues[21] (17 de setembro de 2012)
- Belo[22] (24 de setembro de 2012)
- Otávio Mesquita[23] (1 de outubro de 2012)
- Daniela Cicarelli[24] (8 de outubro de 2012)
- MC Sapão[25] (22 de outubro de 2012)
- Maguila[26] (29 de outubro de 2012)
- Hortência Marcari[27] (5 de novembro de 2012)
- Carla Perez[28] (12 de novembro de 2012)
- Negra Li[29] (19 de novembro de 2012)

## Audiência
A estreia do programa em 2008 conquistou média de 10 pontos no Ibope, levantando a audiência, mas mantendo o programa em segundo lugar, atrás da linha de shows da Rede Globo e de Amor e Intrigas, na RecordTV. Ao longo da temporada, no entanto, o programa perdeu audiência gradativamente e a final registrou apenas 4 pontos. A segunda temporada estreou com 9 pontos, ficando atrás da RecordTV com a novela Vidas em Jogo e da Rede Globo com a sessão de filmes Tela Quente. Ao longo da temporada, no entanto, a audiência caiu vertiginosamente novamente e o programa chegou ao fim com apenas 3 pontos.

## Ligações Externas
- Página oficial. Arquivado em 10 de março de 2018